# Córdoba Open 2019
Córdoba Open 2019 — тенісний турнір, що проходив на ґрунтових кортах у місті Кордова, Аргентина з 4 лютого. Належав до категорії ATP Tour 250.

## Фінальна частина

### Одиночний розряд
Хуан Ігнасіо Лондеро —  Гідо Пелья 3–6, 7–5, 6–1

### Парний розряд
Роман Єбави /  Андрес Мольтені —  Максімо Гонсалес /  Орасіо Себальйос 6–4, 7–6(7–4)